# Жизнин, Станислав Захарович
Станисла́в Заха́рович Жи́знин (род. 3 января 1945, Латная, Воронежская область) — российский дипломат, учёный. Имеет дипломатический ранг советника первого класса. Профессор Международного института энергетической политики и дипломатии (МГИМО МИД РФ) и Российского государственного университета нефти и газа им. И. М. Губкина, где преподаёт учебный курс «Энергетическая дипломатия». Владеет английским, украинским и французским языками. Автор первого в России учебника по энергетической дипломатии: в 2007 году деловой журнал «Карьера» назвал С. З. Жизнина «отцом русской энергетической дипломатии». Президент Центра энергетической дипломатии и геополитики (ЦЭД).

## Образование
- В 1969 году окончил Харьковский авиационный институт по специальности «инженер-электрик».
- В 1977 году окончил Дипломатическую академию МИД СССР по специальности «экономист-международник».
- В 2001 году стал доктором экономических наук, защитив диссертацию «Стратегические интересы России в мировой энергетике»[5].

## Карьера

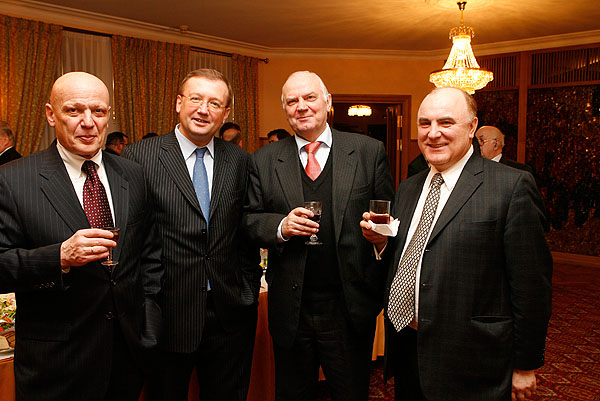
Александр Салтанов, Александр Яковенко, Станислав Жизнин и вице-президент Access Industries Inc. Валерий Захаров
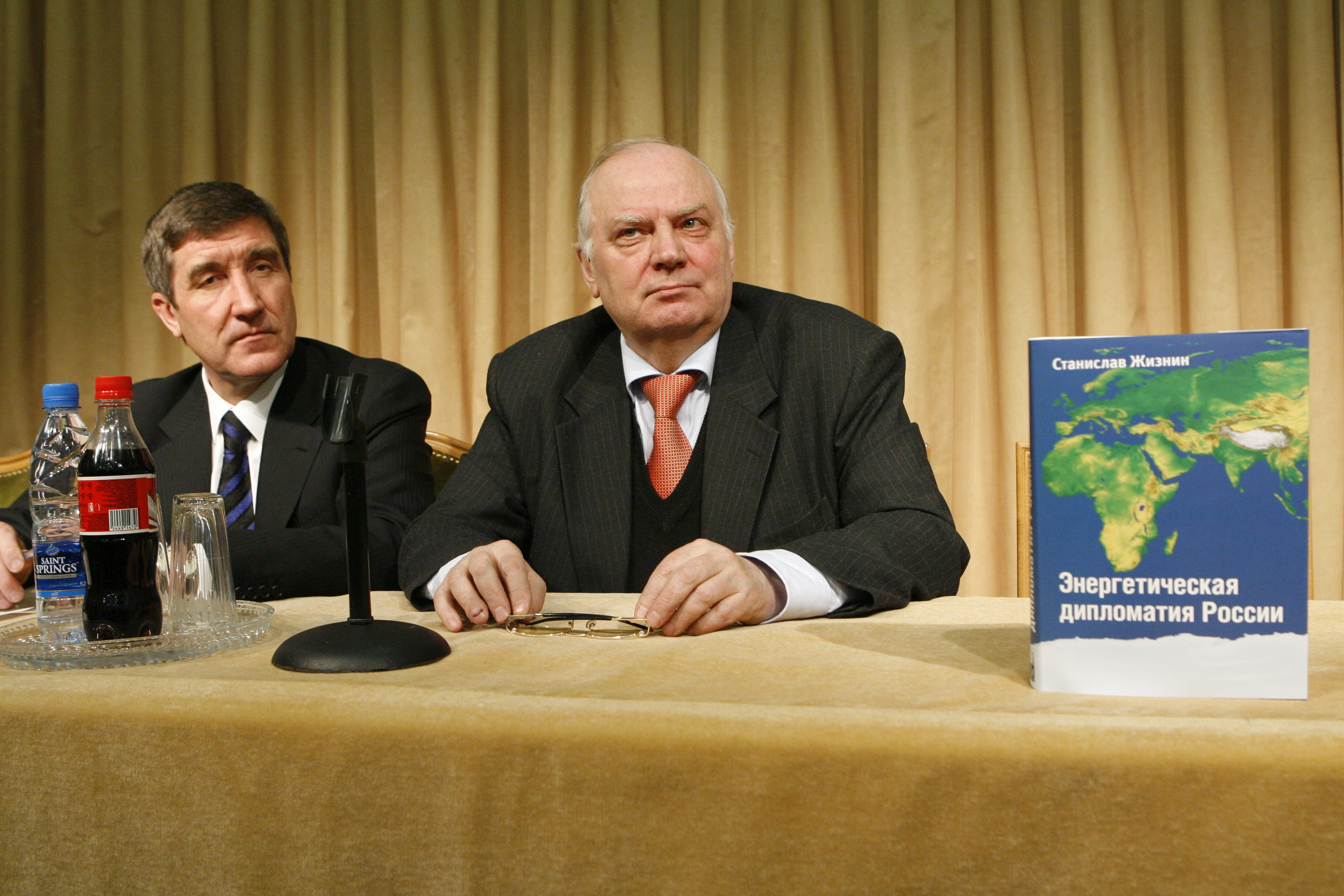
Председатель совета Союза нефтегазопромышленников России Ю.Шафраник и С.Жизнин
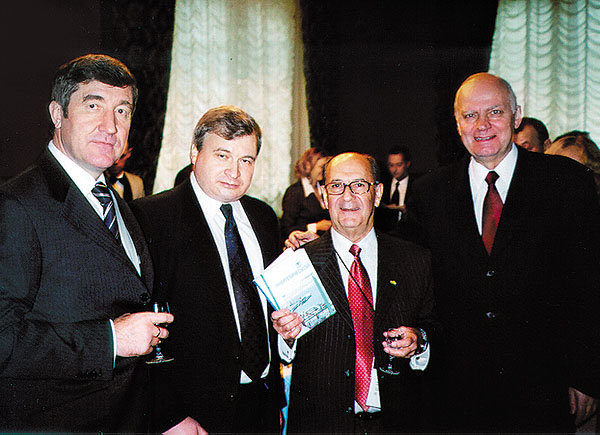
Ю.Шафраник, Первый замминистра иностранных дел А.Денисов, генсек ОПЕК С.Кальдерон и С.Жизнин

- С 1977 года работал в Генеральном консульстве СССР в Сан-Франциско, а также в центральном аппарате МИД СССР и МИД РФ.

### Центр энергетической дипломатии и геополитики
- Учёный возглавляет Центр энергетической дипломатии и геополитики (ЦЭД), чей авторский коллектив по заказу Минэнерго России подготовил в 1993—2002 годах (в рамках разработки «Энергетической стратегии России») ряд научно-исследовательских работ по внешней энергетической политике России и ряду проблем мировой энергетической политики.

На сайте организации указано, что она:
ведёт своё начало с формирования в конце 1993 года группы экспертов МИД России, Минэнерго России, Дипломатической Академии МИД России и ряда научных центров, для подготовки концептуальных материалов для внешнеполитического раздела проекта Энергетической стратегии России. В научных кругах эта устойчивая научная группа, бессменным руководителем которой является С. З. Жизнин, получила известность под названием «артель энергетической дипломатии».
- В 2003 году ЦЭД под руководством С. З. Жизнина провёл (по заказу Союза нефтегазопромышленников России) исследование «Ирак: посткризисный период: перспективы для российского нефтегазового бизнеса».
- В 2004—2005 годах по заказу ОАО «Газпром» С. З. Жизнин и его коллектив подготовили аналитический доклад «Концептуальные материалы к политике ОАО „Газпром“ на постсоветском пространстве».

### Энергетическая дипломатия
Станиславу Жизнину принадлежит авторство термина «энергетическая дипломатия», который он ввёл в обиход в 1976 году . Коллеги считают его «профессионалом, прошедшим школу отечественной дипломатической службы и параллельно с этим сумевшим достигнуть высочайшей научной квалификации».
Учёного называют архитектором российской энергетической дипломатии.
В своих выступлениях профессор подчёркивает, что энергетика есть ключевой сектор любой экономики; в 2006 году он говорил:
В последнее десятилетие усилилась зависимость потребителей от производителей и транзитных стран. Но, несмотря на усиливающую конкуренцию за доступ к ресурсам, мы наблюдаем усиливающуюся тягу к взаимодействию, к поиску компромиссов, балансовых интересов на мировом и региональном уровне.

## Книги

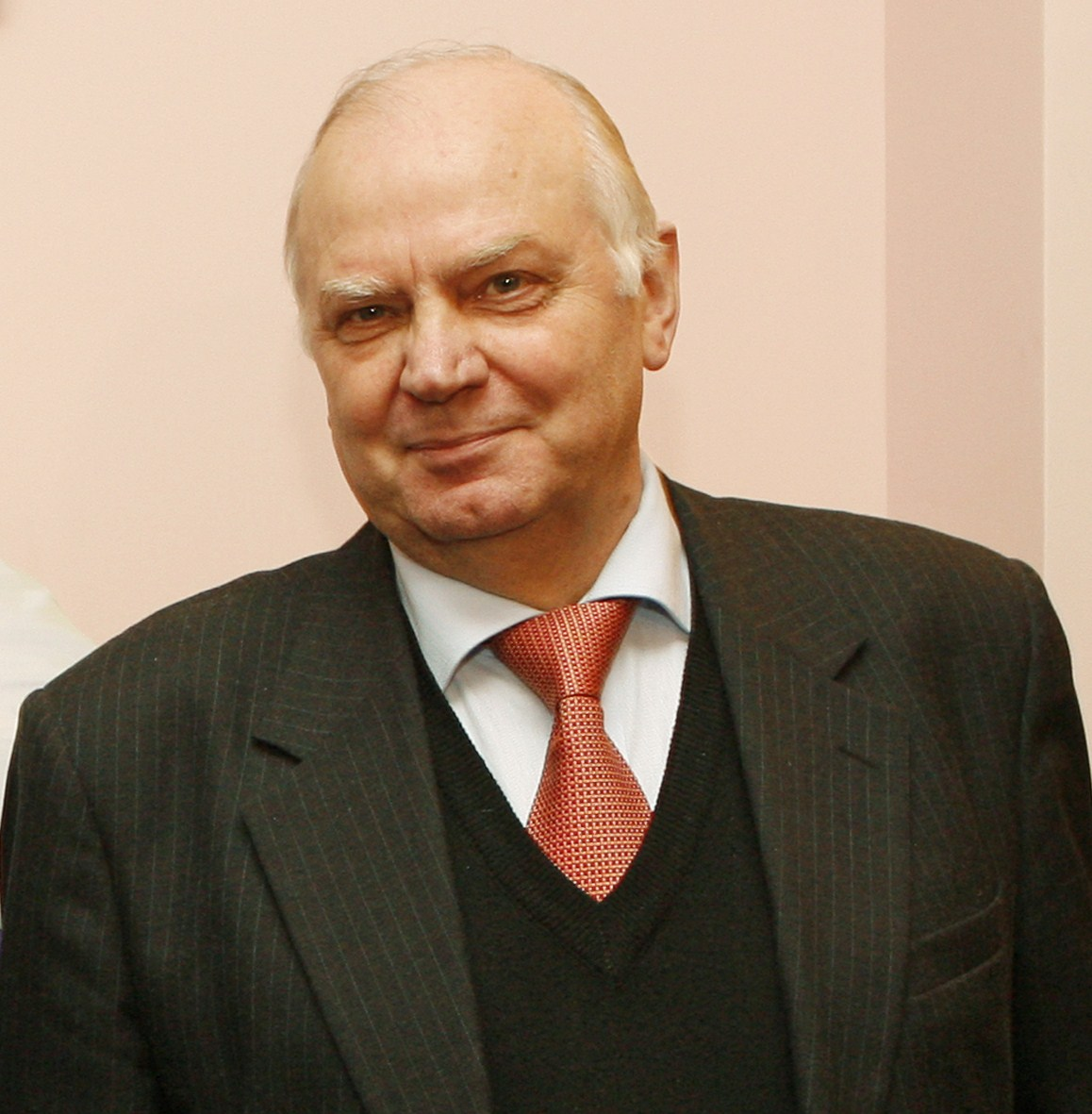
Автор на презентации своей книги в Москве (2006)
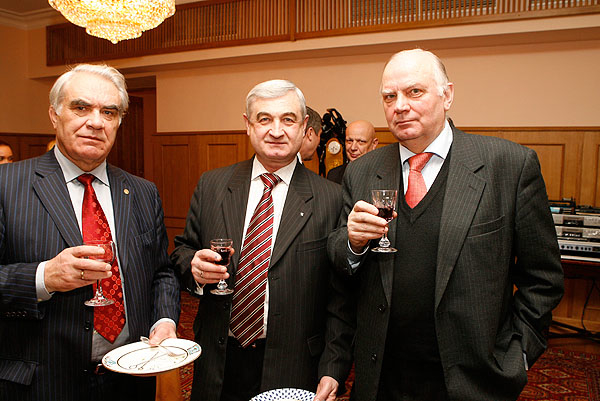
Геннадий Шмаль, Евгений Ягупец и Станислав Жизнин. Москва, 23 марта 2006 года
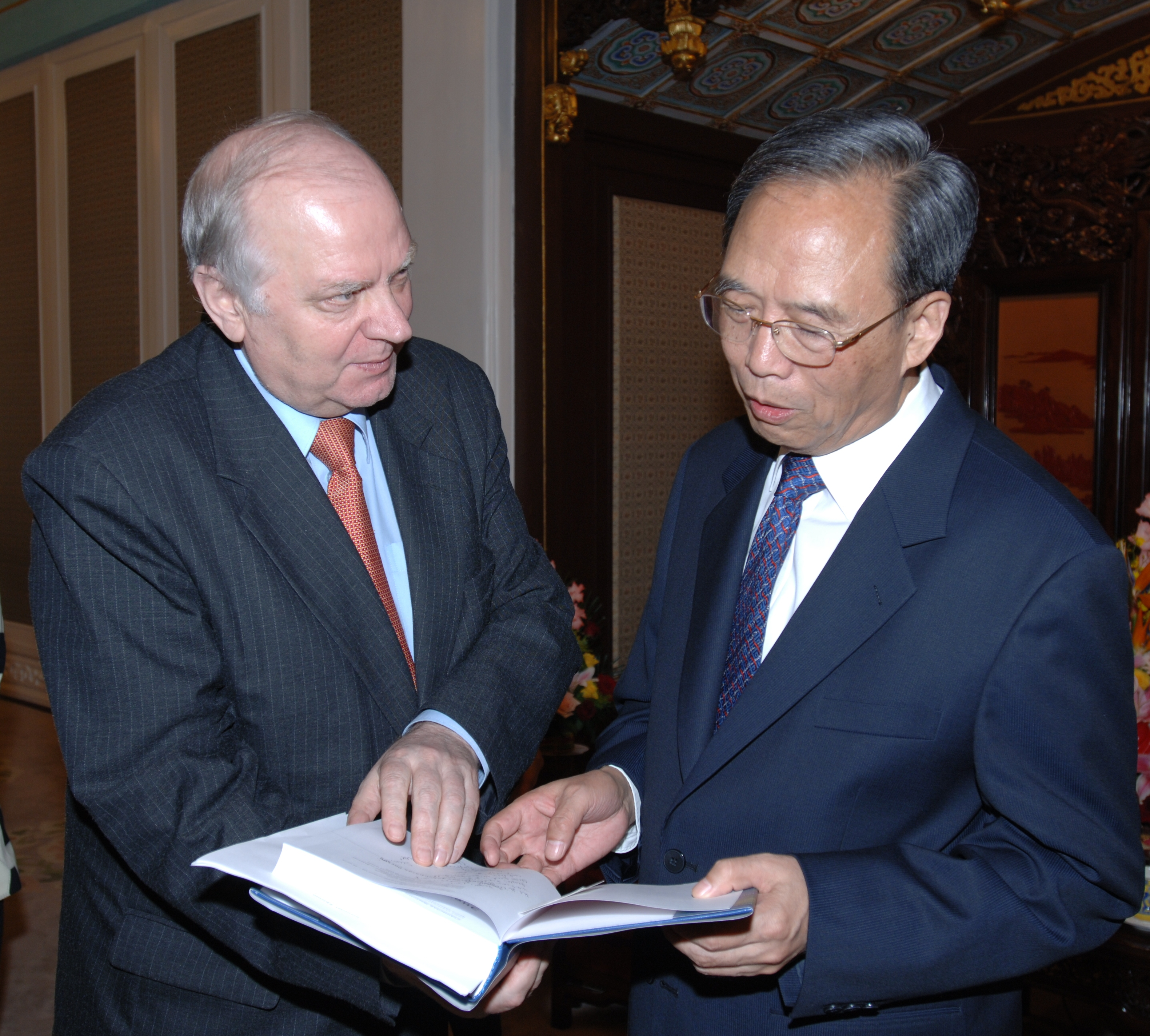
С.Жизнин вручает свою книгу вице-премьеру Госсовета КНР Цзэну Пэйянь

- «Как стать бизнесменом» и «Как организовать своё дело» (обе 1990) (в соавторстве с В.Крупновым)[12];
- монография «Энергетическая дипломатия: Россия и мир на рубеже 21 века: баланс или конфликт интересов» (1999) ISBN 5-7671-0061-6;
- «Энергетическая дипломатия» (2002), ISBN 5-9228-0089-2[13]
- учебник «Основы энергетической дипломатии» (2003), китайское издание этого учебника под названием «Мировая политика и энергетические ресурсы» (ISBN 7-5617-4213-4) опубликовано в 2005 году в Шанхае;
- Жизнин также соавтор ряда коллективных монографий по проблемам мировой и российской энергетики и энергетической политики.

### Энергетическая дипломатия России: экономика, политика, практика
Самая известная книга Станислава Жизнина — «Энергетическая дипломатия России: экономика, политика, практика».

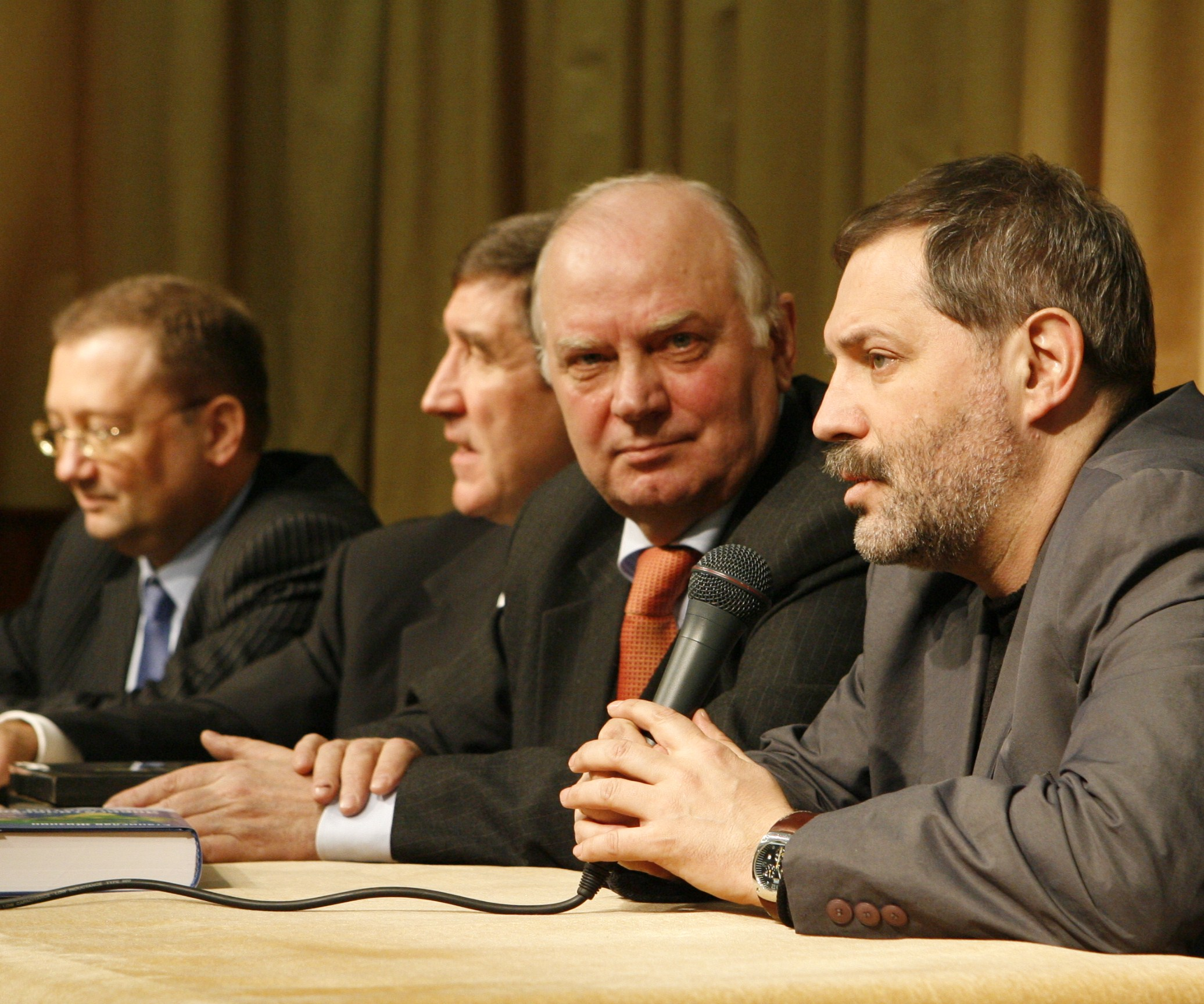
А. Яковенко, Ю. Шафраник, С. Жизнин (фас, в центре) и М.Леонтьев (справа) на презентации книги (2006)

Представляя его концептуальную работу, которую в прессе называют «библией энергодипломатии» политолог и медиаидеолог Михаил Леонтьев, заметил:
Россия пытается вступить в глобальный мир, используя энергетику, как основной для нас аргумент. То есть использовать её как в глобальной экономике, так и в глобальной политике.
«Независимая газета» отмечала:
В книге проанализированы основные процессы в мировой и российской энергетике, дана оценка позиций России на международных… рынках. Раскрываются геополитические… основы формирования энергетической дипломатии, а также практические аспекты отношений России с ведущими субъектами энергетической политики на глобальном, региональном и страновом уровнях.

## Семья
Отец — Захар Иосипович Жизнин, мать — Галина Васильевна Жизнина.
Сын — Максим Станиславович Жизнин.